# Orasemorpha sparsepilosa
Orasemorpha sparsepilosa är en stekelart som beskrevs av John M. Heraty 1994. Orasemorpha sparsepilosa ingår i släktet Orasemorpha och familjen Eucharitidae. Inga underarter finns listade i Catalogue of Life.